# دانشکده مهندسی مکانیک دانشگاه صنعتی امیرکبیر
دانشکده مهندسی مکانیک دانشگاه صنعتی امیرکبیر (پلی تکنیک تهران) از سال ۱۳۳۶ شمسی، آغاز به کار کرده و تاکنون دانش آموختگان کارآمد بسیاری را آموزش داده و به صنعت کشور معرفی نموده‌است.

## تاریخچه
دانشکده مهندسی مکانیک به عنوان یکی از اولین دانشکده‌هایی است که هم‌زمان با تأسیس پلی تکنیک تهران فعالیت خود را در سال 1337 با تعدادی دانشجو در رشته مهندسی مکانیک آغاز نمود. اولین سری فارغ‌التحصیلان دانشکده در سال ۱۳۴۰ نایل به دریافت مدرک کارشناسی ارشد پیوسته در رشته مهندسی مکانیک شدند که بعدها دوره مذکور به دوره کارشناسی در رشته مهندسی مکانیک با دو گرایش طراحی جامدات و حرارت و سیالات تبدیل شد. دوره کارشناسی ارشد مهندسی مکانیک از اوایل سالهای ۱۳۵۰ فعالیت خود را آغاز نمود. بعد از پیروزی انقلاب اسلامی ایران و بازگشایی دانشگاه ها، دانشکده مهندسی مکانیک مبادرت به ارائه گرایش ساخت و تولید نیز نمود. همچنین با تأسیس دوره دکتری مهندسی مکانیک در سال ۱۳۶۹، این دانشکده در زمره اولین مراکز علمی است که دوره دکتری را در کشور آغاز نمود.

## وضعیت فعلی
دانشکده مهندسی مکانیک، هم‌اکنون، در مقطع کارشناسی مهندس مکانیک عمومی و در مقطع کارشناسی ارشد در سه گرایش: مکانیک کاربردی، تبدیل انرژی و ساخت و تولید نسبت به جذب دانشجو اقدام می‌نماید. این دانشکده هم‌اکنون دارای ۴۶ عضو هیئت علمی است.
هدف این دانشکده، تربیت دانش‌آموختگانی است که علاوه بر دانش پایه، مهارت و تحلیل طراحی و ارتباط علمی و فنی حرفه‌ای با سایر مهندسان را دارا باشند و به طراحی و تولید قطعات مختلف بپردازند. شایان ذکر است این دانشکده در گرایش «طراحی جامدات» قطب علمی کشورمی‌باشد.

## رؤسای دانشکده
اسامی رؤسای دانشکده از سال ۱۳۵۸ تاکنون بشرح زیر است:
۱.از سال ۵۸ تا آخر سال ۵۸ دکتر محمد رضا حیدری خویی	
۲.از سال ۶۲ تا سال ۶۵	 مهندس جاوید فیض الله بنام
۳.از سال ۶۵ تا سال ۶۶	 دکتر سلمان نور آذر
۴.از سال ۶۶ تا سال ۶۷	 دکتر حسن رحیم زاده
۵.از سال ۶۷ تا سال ۷۰	 دکتر ابراهیم دامنگیر
۶.از سال ۷۰ تا سال ۷۳	 دکتر فیروز بختیاری نژاد
۷.از سال ۷۳ تا سال ۷۶	 دکتر بهروز آرزو
۸.از سال ۷۶ تا سال ۷۷	 دکتر محمد حسن غفاری سعادت
۹.از خرداد ماه سال ۷۷ تا سال ۷۹	 دکتر منصور کبگانیان
۱۰.از تیر ماه سال ۷۹ تا سال ۸۱	 دکتر مجید صفار اول
۱۱.از تیر ماه سال ۸۱ تا تیر۸۳	 دکتر بهروز آرزو
۱۲.از تیرماه سال ۸۳ تا تیر ۸۴	 دکتر حمیدرضا داغیانی
۱۳.از تیرماه سال ۸۴ تا سال ۸۸	 دکتر حسن بصیرت تبریزی
۱۳.از سال ۸۸ تا سال ۹۳	 دکتر محمدی اقدم
۱۴.از سال ۹۳ تا سال ۹۴	 دکتر نراقی

۱۵.از سال ۹۴ تاکنون 	 دکتر حسینی ابرده